# Ленни (фильм)
«Ленни» (англ. Lenny) — кинофильм американского режиссёра Боба Фосса, вышедший на экраны в 1974 году. Сценарий, рассказывающий о жизни знаменитого комика Ленни Брюса, основан на одноимённой пьесе Джулиана Барри. В главной роли снялся Дастин Хоффман. Лента получила 6 номинаций на премию «Оскар» и приз за лучшую женскую роль на Каннском кинофестивале (1975).

## Сюжет
Фильм в псевдодокументальном стиле повествует о жизни Ленни Брюса, известного американского юмориста и исполнителя, выступавшего в жанре «стендап-комеди». Ленни начал свою карьеру в ночных клубах и стал популярен благодаря резким и остроумным импровизациям. Из-за пристрастия к наркотикам и обилию непристойностей в текстах Брюса у него возникают проблемы с правоохранительными органами. Последние годы были омрачены моральным упадком и истощением актёра. В 1966 году Лени Брюс скончался от передозировки морфия.
Сюжет построен в виде флэшбэков — воспоминаний друзей и знакомых Ленни Брюса, а также его супруги, бывшей стриптизёрши Хани Брюс. Сцены выступлений Брюса содержат большей частью цитаты из реальных работ артиста.

## В ролях
- Дастин Хоффман — Ленни Брюс
- Валери Перрин — Хани Брюс
- Джен Майнер — Салли Марр
- Стэнли Бек — Арти Сильвер
- Рашель Новикофф — тётя Мема
- Гэри Мортон — Шерман Харт

## Премии и номинации
- 1974 — премия Национального совета кинокритиков США за лучшую женскую роль второго плана (Валери Перрин), а также попадание в десятку лучших фильмов года.
- 1975 — приз за лучшую женскую роль (Валери Перрин) на Каннском кинофестивале.
- 1975 — 6 номинаций на премию «Оскар»: лучший фильм (Марвин Уорт), лучший режиссёр (Боб Фосс), лучший адаптированный сценарий (Джулиан Барри), лучшая мужская роль (Дастин Хоффман), лучшая женская роль (Валери Перрин), лучшая операторская работа (Брюс Сёртис).
- 1975 — три номинации на премию «Золотой глобус»: лучший режиссёр (Боб Фосс), лучший актёр — драма (Дастин Хоффман), лучшая актриса — драма (Валери Перрин).
- 1975 — номинация на премию Гильдии режиссёров США за лучшую режиссуру художественного фильма (Боб Фосс).
- 1975 — номинация на премию Гильдии сценаристов США за лучшую адаптированную драму (Джулиан Барри).
- 1976 — премия BAFTA за лучший актёрский дебют (Валери Перрин), а также две номинации за лучшую мужскую роль (Дастин Хоффман) и лучшую женскую роль (Валери Перрин).
- 1976 — премия «Голубая лента» за лучший фильм на иностранном языке (Боб Фосс).